# Hiệp hội Giấy và Bột giấy Việt Nam
Hiệp hội Giấy Và Bột giấy Việt Nam là tổ chức xã hội nghề nghiệp phi lợi nhuận của những người, doanh nghiệp, tổ chức hoạt động trong lĩnh vực sản xuất, sử dụng, kinh doanh, xuất nhập khẩu giấy và bột giấy tại Việt Nam. Hiệp hội có tên giao dịch tiếng Anh là Vietnam Pulp and Paper Association viết tắt là VPPA .
Điều lệ Hiệp hội hiện hành được Bộ Nội vụ phê duyệt tại Quyết định số 370/QĐ-BNV ngày 14 tháng 4 năm 2014 .
Trụ sở Hiệp hội đặt tại địa chỉ 59 Vũ Trọng Phụng, Phường Thanh Xuân Trung, Quận Thanh Xuân, Tp. Hà Nội, Việt Nam .